# وایکت
وایکت (انگلیسی: Vicat) شرکت ساخت‌وساز فرانسوی است، که در سالذ۱۸۶۳ تأسیس شد.